# تابكت
تابكت أو توباكتس كما يسميها المحليون، بينما يرى اللغويون أنه اسم خاطئ، والصحيح تابكت، مدينة أسسها الفينيقيون قبل حوالي 3000 سنة، على بعد حوالي 210 كم شرق مدينة طرابلس الليبية. استخدموها محطة تجارية كغيرها من المحطات الأخرى التي أسسوها على البحر الأبيض المتوسط. وهي مدينة مصراتة حالياً.